# Luigi Rossini

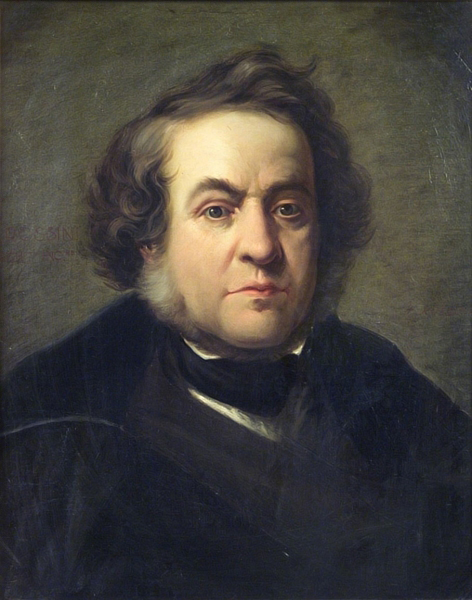
Luigi Rossini, porträtt målat av sonen Filippo Rossini.

Luigi Rossini, född 15 december 1790 i Ravenna, död 22 april 1857 i Rom, var en italiensk grafiker. Han är framförallt känd för den serie om 101 kopparstick med avbildningar av fornlämningar och arkeologiska utgrävningar i Rom som han framställde åren 1819–1823 och publicerade 1825.

## Biografi
Luigi Rossinis föräldrar var ursprungligen från Lugo di Romagna men flyttade till Ravenna strax efter att de gift sig. Luigi var kusin till den italienske kompositören Gioacchino Rossini. Rossini flyttade 1806 till Bologna för att studera vid en konstskola, Accademia Clementina och blev kort därefter lärling hos målaren och gravören Antonio Basoli. Rossinis plan var egentligen att utbilda sig till arkitekt och han studerade därför samtidigt hos Giovanni Antonio Antolini.
Efter avslutade utbildningar till arkitekt och gravör öppnade Rossini 1817 ett arkitektkontor på Via della Consulta i Rom. Konkurrensen i branschen visade sig rätt omgående vara för hård för Rossini som helt saknade släktkontakter i de romerska arkitektkretsarna, vid den tiden nödvändiga för att etablera sig som arkitekt i Rom. Rossini, som var en beundrare av Piranesi, bestämde sig därför att istället satsa på sin andra utbildning som gravör och försöka etablera sig som grafiker. Han gav redan samma år ut några tiotal etsningar som han utfört under sin tid som lärling hos Basoli och en positiv recension av Giuseppe Tambroni, en av dåtidens mer kända konstkritiker, uppmuntrade honom till en fortsättning på det nya spåret. Efter att ha publicerat ytterligare ett antal etsningar påbörjade han 1819 sitt stora verk, en serie kopparstick med fornlämningar och arkeologiska utgrävningar i Rom som motiv. Arbetet fördröjdes av en längre tids sjukdom och av att han efter att ha tillfrisknat gifte sig med Francesca Mazzoni, dotter till den apotekare i Genzano di Roma som under sjukdomstiden försett honom med läkemedel. Paret fick sex barn, fyra söner och två döttrar.
Fram till sin äldsta sons plötsliga död genom en olyckshändelse 1851 var Luigi Rossini en produktiv grafiker som gav ut mer än 600 kopparstick och etsningar och blev känd långt utanför landets gränser som Piranesis efterträdare samt den sista betydande avbildaren av Roms antika minnesmärken före fotograferingens genombrott. Han etablerade sig därtill som lärare vid flera konstskolor. Efter sonens död upphörde Rossini helt med nyproduktion och såväl hans fysiska som psykiska hälsa försämrades snabbt. Han avled 1857 efter att ha tillbringat de sista fem sista åren av sitt liv sängliggande. Han är begravd i kyrkan Santa Maria della Concezione dei Cappuccini vid Via Vittorio Veneto.

## Verk av Luigi Rossini

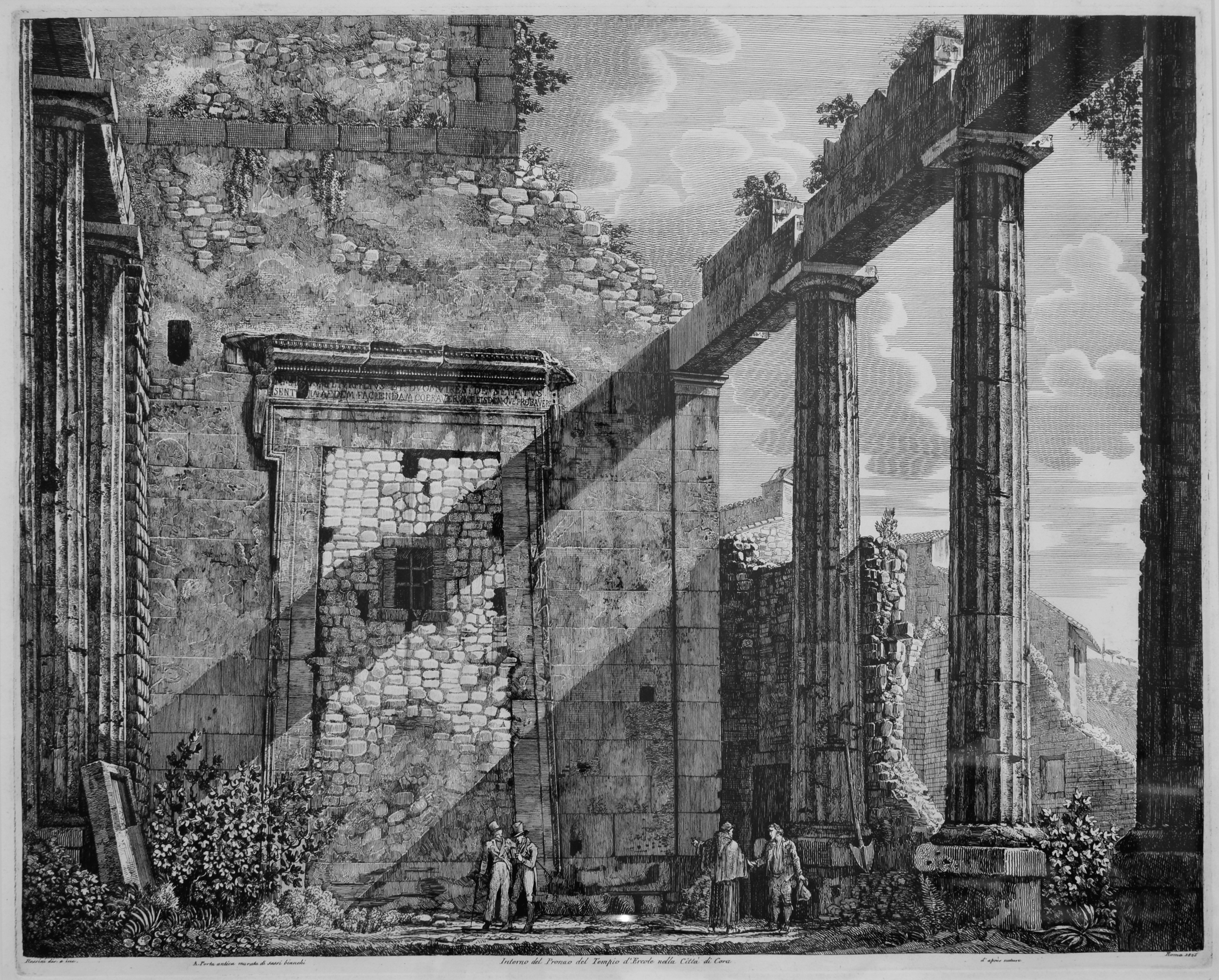
Herkulestemplet i Cori.
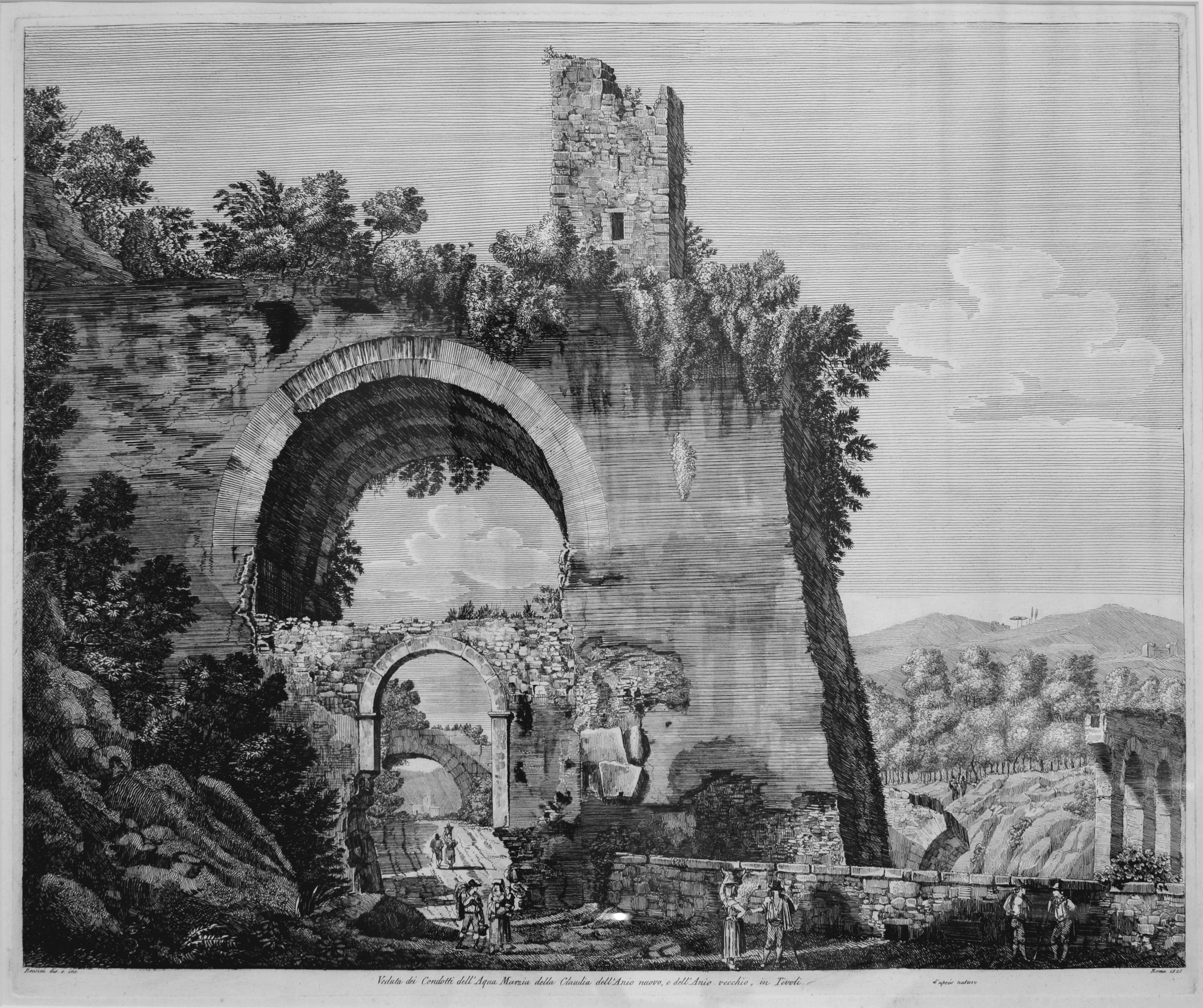
Akvedukt vid Tivoli.
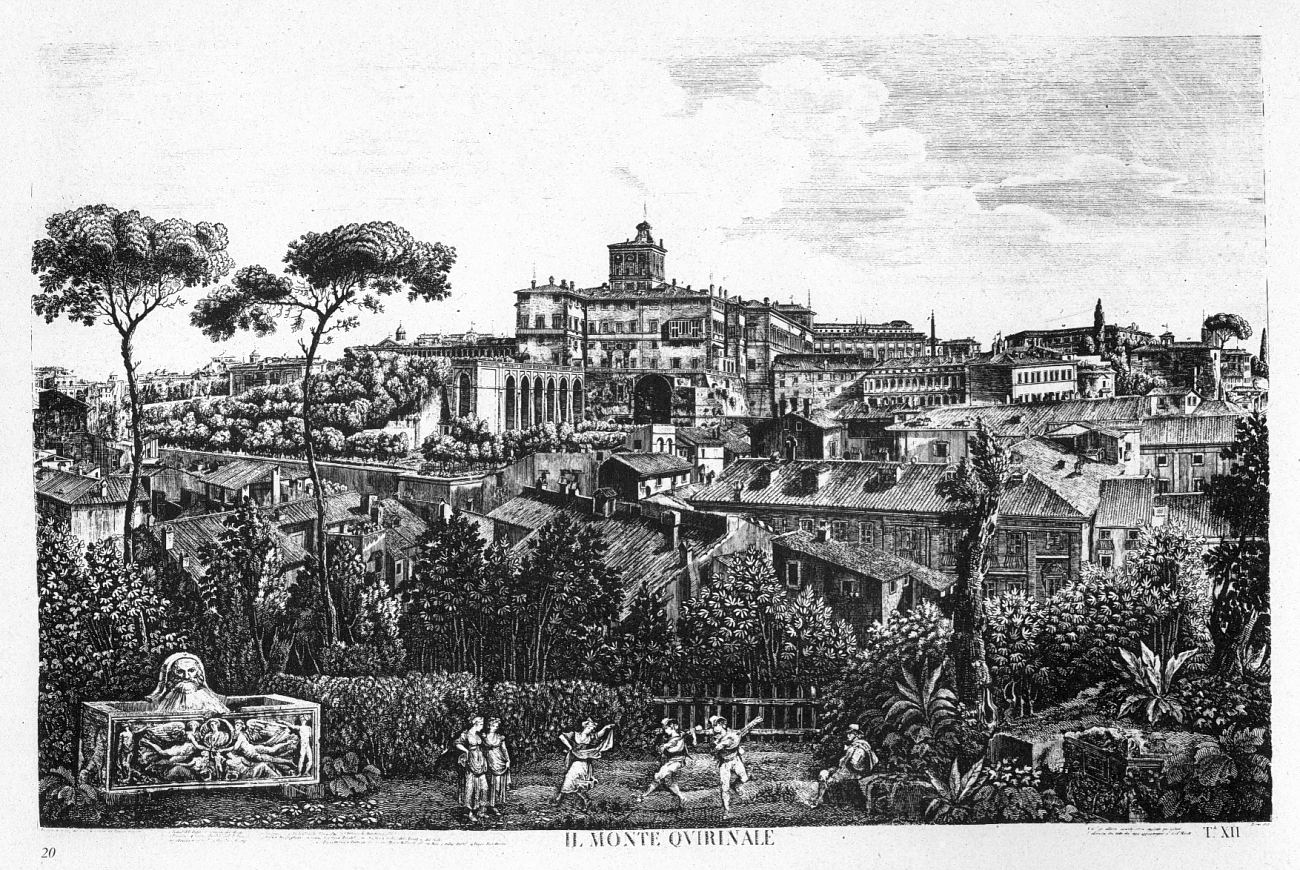
Quirinalen.